# Les Tres Gràcies (Rubens)
Les Tres Gràcies és un quadre de Rubens exposat al Museu del Prado de Madrid. Està pintat a l'oli sobre taula i mesura 221 cm d'altura per 181 cm d'amplada.

## Història
Durant la guerra civil espanyola l'obra va ser evacuada del Museo del Prado per qüestions de seguretat, juntament amb altres obres mestres, per l'equip de Jaques Jaujard. Van ser portades a Ginebra.

## Anàlisi del quadre
Com en altres quadres de tema mitològic, Rubens ho planteja de mode molt diferent al dels artistes que el van precedir. En efecte, aquesta obra de l'anomenat «príncep dels pintors flamencs» és l'antítesi de l'obra anterior Les Tres Gràcies de Raffaello Sanzio caracteritzada per un sentiment general de castedat. Les Tres Gràcies de Raffaello poden citar-se com a tipus de bellesa ideal mentre les de Rubens poden ser-ho de la bellesa més sensual. Aglaia, Eufròsine i Talia no van ser cap a Rubens més que una excusa per pintar tres acadèmies femenines, reproducció de les exuberants formes dels seus habituals models.
La composició respecta el model clàssic que representa les Gràcies totes nues i reunides, però canvia la relació entre les tres figures que estan connectades entre si mitjançant els braços, la mantellina transparent que les cobreix, i les seves mirades, és a dir, psicològicament, donant així nova unitat al grup. La disposició de les Gràcies forma un triangle, estant la d'enmig d'esquena, amb el cap girat i recolzat a les seves companyes.
Les tres formoses dones es caracteritzen per la flacciditat de les seves carns i l'ampul·lositat dels seus contorns. Semblen més aviat tres bacants que les pudoroses Càrites de la Mitologia hel·lènica. A part d'aquestes tendències realistes, la composició del gran artista de Flandes destaca per l'elegància amb què estan agrupades les tres figures i pel gran coneixement que demostra a l'emmotllament de les carns que per la seva morbidesa i frescor apareixen palpitants. Aquestes carnacions clares irradien llum a la resta de l'obra. El trio està emmarcat per un arbre a l'esquerra i una cornucòpia daurada a la dreta, de la qual brolla aigua, amb una garlanda de flors per sobre.
A això s'uneix l'esplendidesa d'un colorit càlid, brillant i lluminós amb un fons constituït per un pintoresc paisatge d'una gran subtilesa. En aquest lloc poden distingir-se petits animals pasturant.
Es diu que almenys una de les figures és reproducció de la segona dona de Rubens Hélène Fourment o també variacions sobre el mateix rostre de la seva esposa. Altres creuen reconèixer les faccions de les dues esposes del pintor, Isabella Brant i la ja citada Hélène Fourment.
Aquest quadre va ser adquirit pel rei Felip IV de Castella entre els béns del pintor, subhastats després de la seva defunció (30 de maig de 1640). Va passar a decorar una de les sales de l'Alcázar de Madrid i al segle xix va ingressar al Museu del Prado.